# Жил-был король
«Жил-был король» (чеш. Byl jednou jeden král) — чехословацкий художественный фильм-сказка 1954 года режиссёра Борживоя Земана, снятый по сказке Божены Немцовой «Соль дороже золота».
Премьера фильма состоялась 1 февраля 1955 года.

## Сюжет
Фильм-сказка о глупости короля и мудрости его дочери, которая поняла, что соль важнее золота.
Эгоистичный овдовевший правитель, которого едва терпят подданные и которого достаточно уместно называют «сам король», просит своих трёх дочерей назвать меру их любви к нему. Когда одна из них говорит ему «больше, чем соль», он изгоняет её из королевства. Не понимая, что она имела в виду, король предполагает, что любовь можно измерить только драгоценными металлами или собственным талантом. Он предпочитает «правильные» ответы двух других его дочерей: самой красивой и самой весёлой.
Высокомерие короля заставляет его собрать всю соль в королевстве и уничтожить её. Конечно, это имеет неприятные последствия, поскольку он постепенно узнает универсальную ценность соли и, конечно же, суть ответа своей изгнанной самой умной, да ещё и умеющей хорошо готовить дочери. Позже он горько сожалел о содеянном. С помощью мудрой старой «травницы» король также узнает, что значит быть истинным и мудрым правителем.

## В ролях
- Милена Дворска — принцесса Марушка
- Власта Буриан — Атакдал, советник
- Ян Верих — Король «Я, первый»
- Мария Глазрова — вдова-подёнщица
- Ирена Качиркова — принцесса Драгомира
- Стелла Майева — принцесса Спеванка
- Йозеф Бартунек
- Терезия Брзкова — старая травница
- Любомир Липский — храбрый принц
- Милош Копецкий — мудрый принц
- Мирослав Хорничек — прекрасный принц
- Зденек Дите[чеш.] — садовник
- Владимир Йеденацтик
- Владимир Раж — рыбак
- Франтишек Черны — повар
- Фанда Мразек — сборщик податей
- Франтишек Ганус — суконщик
- Эман Фиала — портной
- Ладислав Гзела
- Богуш Градил
- Марцела Седлачкова
- Йосеф Бельский
- Ирена Бернатова
- Йозеф Пер — волынщик

## Съёмочная группа
- Автор сценария — Иржи Брдечка, Ян Верих, Борживой Земан
- Режиссёр: Борживой Земан
- Оператор — Ян Рот
- Художник — Ян Зазворка
- Художник по костюмам — Богумил Сохор
- Грим — Густав Хрдличка
- Звук — Милан Новотный
- Композитор — Вацлав Троян
- Текст песен: Ярослав Сейферт

## Критика
Б. Шмида, директор студии художественных фильмов в Праге, на страницах августовского журнала «Искусство кино» за 1955 года писал, что первоначально предполагалась основанность фильма «Жил-был король» исключительно на классической сказке. Но артистическая индивидуальность игравшего главную роль Я. Вериха и его партнёра по съёмкам известного комика В. Буриана поменяли замысел, разбавив народную сказку исторической комедией с сатирическими элементами. Несмотря на наличие некоторого сходства, картина «Жил-был король» отличается от ленты «Пекарь императора» некоторой неровностью стиля. Фильм был хорошо принят (особенно взрослой аудиторией), благодаря интересному сюжету, свежей режиссёрской мысли и выразительной игре двух популярных комиков.